# غارسيا كويرفو
غارسيا كويرفو (بالإسبانية: Carlos García Cuervo)‏ هو لاعب كرة قدم إسباني، ولد في 24 سبتمبر 1946 في خيخون في إسبانيا. لعب مع ريال سبورتينغ خيخون.